# Benzaldehid
El benzaldehid és un compost de fórmula química (C₆H₅CHO) format per un anell de benzè enllaçat a un grup aldehid, és per tant l'aldehid aromàtic més senzill que pot existir. En condicions normals té l'aspecte d'un líquid incolor viscós (1,4 cP a 25 °C) que fa una olor característica que recorda l'ametlla. Això és perquè és el component principal de l'oli d'ametlla amarga, encara que també es pot trobar de manera natural a altres llocs, com a albercocs, cireres, llorer i algunes llavors. Té nombroses aplicacions industrials, des de l'alimentària, com a aromatitzant per a donar gust d'atmella, fins a la farmacèutica, química o del petroli, emprat sobretot com a dissolvent, additiu o precursor d'altres productes.

## Obtenció

### Biològica
S'obté a partir de l'amigdalina, un sucre que es troba als cors d'alguns fruits, com les ametlles, albercocs, cireres o pomes. Aquest glicòsid es trenca per l'acció de certs enzims donant una molècula de benzaldehid, dues de glucosa i una de cianur d'hidrogen.

### Sintètica
Per al seu ús industrial i comercial s'obté habitualment a partir de toluè, per exemple per oxidació. Altrament es pot obtenir a partir del benzè o de l'alcohol benzílic, entre d'altres. També és possible que la quantitat de benzaldehid d'una fruita o preparació (melmelades, salses, sucs, etc.) augmenti quan aquesta és sotmesa a alta pressió durant uns minuts perquè es conservin durant més temps, cosa que pot potenciar l'olor d'aquestes de manera artificial.